# Брянцев, Николай Васильевич
Николай Васильевич Брянцев (1869(?), Орловская губерния — расстрелян 8 июля 1918 года г.Елец) — Протоиерей храма Рождества Пресвятой Богородицы в Ельце (1897—1918).

## Биография
Родился в семье священника.
Окончил Орловскую духовную семинарию (1894).
Иерей, настоятель храма Илии Пророка и заведующий школой грамоты в селе Рогатово Елецкого уезда Орловской губернии (1894), организатор Братства трезвости, в которое вступило подавляющее число домохозяев.
Настоятель храма Рождества Пресвятой Богородицы в Аргамачьей слободе города Елец, заведующий церковно-приходской и женской воскресной школоами (1897). Основатель и председатель Аргамаченского общества трезвости, при котором действовали чайная и библиотека-читальня (1898). Построил на свои средства клуб, где проходили спектакли, работали кружки пения и декламации, получил от святого праведного Иоанна Кронштадтского его фото в знак признательности за труды (1899).
Член (1900) и председатель (1914) Елецкого отделения Орловского епархиального училищного совета, председатель Аргамаченского кредитного товарищества (1901), казначей бесплатной столовой, действительный член Орловского отдела Императорского православного палестинского общества, депутат епархиального съезда духовенства (1902), почетный член Елецкого комитета попечительства о народной трезвости.
Одновременно законоучитель в Первом техническом железнодорожном училище (1904) и частной женской прогимназии Е. М. Лысенко (1912), заведующий женской богадельней при храме (1908), инициатор создания приемного покоя для вытрезвления пьяных и лечения алкоголиков (1909), председатель Потребительского общества (1911), делегат I Всероссийского съезда по борьбе с народным пьянством (1912), председатель просветительного совета Елецких пастырских собраний, член Елецкого отделения Орловского церковного историко-археологического общества, Комиссии по устройству народных чтений и ревизионной комиссии Похоронной кассы, организатор приюта для сирот воинов (1915).
Награждён орденом Святой Анны 3-й степени (1913).
Протоиерей, первый товарищ председателя Орловского чрезвычайного епархиального съезда духовенства и мирян, делегат Всероссийского съезда духовенства и мирян (1917).
В 1917 году член Поместного собора Православной российской церкви по избранию как клирик от Орловской епархии, участвовал в 1-й сессии, секретарь III и член V, XIV, XV, XVII отделов.
В 1918 году с помощью прихожан скрылся от преследования большевиков после Аргамачского восстания. Уехал с женой Ольгой Александровной, сыном Николаем и дочерью Ольгой в Киев, затем в Одессу.
Скончался от сыпного тифа, похоронен на Втором христианском кладбище Одессы.

## Сочинения
- Речь на собрании пастырей и мирян по вопросу о возрождении прихода // Орловские епархиальные ведомости. 1906. № 11. С. 490.
- Речь при освящении народного дома // Там же. 1911. № 9.
- Елецкая жизнь. 1911. 25 февраля. № 16.
- Интервью // Елецкий дневник. 1913. 12 февраля. № 13.
- Заявление // Журналы Орловского епархиального съезда духовенства и мирян сессии 1917 г. Орёл, 1917. С. 19.
- Письма // Коновалова Н. Просветитель земли Елецкой. Елец, 2012. С. 72–76.